# Australien i olympiska vinterspelen 2010
Australien deltog med 40 tävlande vid de olympiska vinterspelen 2010.

## Medaljer

### Guld
- Freestyle
  - Hopp damer: Lydia Lassila

- Snowboard
  - Halfpipe damer: Torah Bright

### Silver
- Freestyle
  - Puckelpist herrar: Dale Begg-Smith